# Gus Monsanto
Gus Monsanto nome artístico de Gustavo Monsanto (Petrópolis, Rio de Janeiro, Brasil) é um vocalista brasileiro.  Ele é ex-vocalista da banda de metal progressivo francesa Adagio e ex-vocalista da banda finlandesa Revolution Renaissance que contou como integrante o ex-líder do Stratovarius Timo Tolkki. 
Ele é irmão do jornalista Dudu Monsanto, o qual trabalhou na ESPN Brasil entre 2004 e 2018.
Em 2009 lançou um álbum como frontman da banda The Lightseekers.
Cantou com a banda catarinense Symbolica, que lançou seu primeiro trabalho de estúdio - "Precession" - em junho/2012.
Em 2016 lançou seu primeiro álbum autoral, de hard rock denominado “ Karma Cafe” .
Em 2022, Gus juntou-se à banda de heavy metal francesa Krysaor.
Ele também tem um trabalho paralelo como instrutor no site Cifras.com
Já em 2017, Gus Monsanto ingressou na banda colombiana Supremacy .Sua estreia em estúdio com o grupo ocorreu em setembro de 2018, com o lançamento do single “Sirius”. O álbum Influence foi lançado em junho de 2023.  Já em julho de 2024 a banda tocou em Burgos, na Espanha, e participaram  do festival FireFest , em Manchester em outubro .
Em novembro de 2024 , Monsanto lança seu segundo álbum autoral de hard rock chamado “Dandelions” e assina um contrato com a Kivel Records onde seu álbum atravessará fronteiras e será lançado nos EUA. 